# جورج روبنسون (لاعب كريكت بريطاني)
جورج روبنسون (15 فبراير 1908 - 16 يوليو 1967) (بالإنجليزية: George Robinson)‏ هو لاعب كريكت بريطاني.